# Dusanów
Dusanów – wieś na Ukrainie w rejonie lwowskim (wcześniej w rejonie przemyślańskim) należącym do obwodu lwowskiego.

## Położenie
Na podstawie Słownika geograficznego Królestwa Polskiego i innych krajów słowiańskich: Dusanów to wieś w powiecie przemyślańskim, 15 km na południe od Przemyślan.
W II Rzeczypospolitej wieś w powiecie przemyślańskim województwa tarnopolskiego. W latach 1943–1944 nacjonaliści ukraińscy z OUN-UPA zamordowali tutaj 12 Polaków.
We wsi urodził się Edmund Bogusz.